# Чорні Клячани
Чєрне Клячани (словац. Čierne Kľačany) — село в окрузі Злате Моравце Нітранського краю Словаччини. Площа села 10,98 км². Станом на 31 грудня 2015 року в селі проживало 1194 жителі.
Розташоване в передгір'ях масиву Погронски Іновец. Протікає річка Широчина.

## Історія
Перші згадки про село датуються 1209 роком.

## Населення
| Рік:            | 1994. | 2004.   | 2014.   | 2024.   |
| --------------- | ----- | ------- | ------- | ------- |
| Кількість осіб: | 1125  | 1115    | 1104    | 1158    |
| Різниця:        |       | -0,88 % | -0,98 % | +4,89 % |

| Рік:            | 2023. | 2024.   |
| --------------- | ----- | ------- |
| Кількість осіб: | 1175  | 1158    |
| Різниця:        |       | -1,44 % |